# Cybdelis
Genre
Cybdelis est un genre de papillons de la famille des Nymphalidae et de la sous famille des Biblidinae.

## Dénomination
Le genre a été décrit par Jean-Baptiste Alphonse Dechauffour de Boisduval en 1836.

## Liste des espèces
- Cybdelis boliviana Salvin, 1869; présent en Équateur, en Bolivie et au Pérou.
- Cybdelis mnasylus Doubleday, [1844]; présent  au Venezuela, en Équateur, en Colombie en Argentine et au Pérou.
- Cybdelis phaesyla (Hübner, [1831]); présent au Brésil, en Bolivie et au Pérou[1].